# Centralverband deutscher Industrieller
Der Centralverband Deutscher Industrieller war ein 1876 mit Sitz in Berlin gegründeter wirtschaftlicher Interessenverband. Er repräsentierte vor allem die Schwer- und Montanindustrie, während sich die Unternehmen der Leichtindustrie vorwiegend im Bund der Industriellen (BdI) zusammenschlossen.

## Organisation, Politik und Ziele
Der „Centralverband Deutscher Industrieller zur Förderung und Wahrung nationaler Arbeit“ wurde auf Initiative des freikonservativen Reichstagsabgeordneten Wilhelm von Kardorff am 15. Februar 1876 auf einer Versammlung von Industriellen und Vertretern wirtschaftlicher und industrieller Verbände in Berlin gegründet.
Bereits in den Anfangsjahren verfolgte der Verband eine Politik des Interessenausgleichs zwischen Industrie und Landwirtschaft. Er bildete eine Basis der Sammlungspolitik von Großindustrie und Großgrundbesitz während des Deutschen Kaiserreichs. Gemeinsame Interessen bestanden vor allem in der Forderung nach einer Schutzzollpolitik. Eine förmliche Allianz wurde 1879 auf dem 10. Kongress des Bundes der Landwirte geschlossen. Neben der Lobbypolitik betrieb der Verband etwa bei den Reichstagswahlen eine breit angelegte Wahlagitation. Dabei bediente er sich auch nationalistischer Parolen.
Entgegen der bislang an den Marktgesetzen orientierten liberal geprägten Wirtschaftspolitik forderte der Centralverband die Intervention des Staates. Der Verband nahm 1878 erfolgreich Einfluss auf die Beratung einer Enquetekommission des Reichstages, die sich für eine interventionistische Politik aussprach. Die Anregungen des CDI fanden sich zum Teil fast unverändert im preußischen Gesetzblatt wieder. Parteiisch, aber anschaulich beschrieb August Bebel das Treiben der Lobbyisten: „Das Foyer des Reichstages glich damals einer Schacherbude. Die Vertreter der verschiedensten Industriezweige und Agrarier bevölkerten zu Hunderten das Foyer und die Fraktionszimmer.“ Kaum anders äußerte sich auf der anderen Seite des politischen Spektrums Heinrich von Treitschke über „die neue Praxis wirtschaftlicher Interessenpolitik, die sich im Verlauf dieser Session zu trauriger Virtuosität ausgebildet habe“ und der „Klassenselbstsucht Tür und Tor“ öffnen werde.
Allerdings fehlte dem Verband der Industrie doch die Massenbasis wie sie etwa der Bund der Landwirte aufwies. Während dieser sich regelmäßig auf eine Vielzahl von Abgeordneten in den Länderparlamenten und im Reichstag stützen konnte, brachte der CDI bei den Reichstagswahlen von 1912 von insgesamt 120 unterstützten Kandidaten nur 40 durch. Für diese Wahl richtete der Verband eigens einen Wahlfonds ein, um die Propaganda auf eine breite finanzielle Grundlage zu stellen. Dies war vor allem eine Gegenreaktion auf die Erfolge der Zentrumspartei und der SPD im Ruhrgebiet, wo fast alle ehemals von industrienahen Abgeordneten gehaltenen Wahlkreise verloren gegangen waren. Die beteiligten Firmen verpflichteten sich, seit 1909 pro 10.000 Mark Arbeitslohn 50 Pfennig an den Fonds abzuführen. Allerdings scheiterte der Versuch, Industrielle selbst als Kandidaten zu gewinnen, da diese erklärten, in ihren Firmen nicht abkömmlich zu sein. Die Unterstützung konzentrierte sich daher vor allem auf Kandidaten der Nationalliberalen und der Konservativen.
Die Interessenpolitik des Zentralverbandes ging weit über die engeren Fragen der Wirtschaftspolitik hinaus und berührte letztlich fast alle politisch relevanten Themen von der Sozialpolitik bis hin zur Kolonialpolitik. Einig waren sich CDI als Vertreter der Industrie und der Bund der Landwirte als Organisation der Landwirtschaft in ihrer Gegnerschaft zur Sozialdemokratie, ebenso gemeinsam war ihr Kurs in der Zoll- und Kolonialpolitik sowie im Flottenbau.
Damit vertrat er allerdings nur einen Teil der Industrie – insbesondere aus Bergbau und Schwerindustrie. Firmen der aufstrebenden Fertigwarenindustrie, der Chemieindustrie oder der Elektroindustrie vertraten zum Teil deutlich andere Positionen. So plädierten sie in der Zollpolitik für einen eher freihändlerischen Kurs. Dies war der Grund, dass sich diese Branchen tendenziell eher im BdI organisierten. Nach dem Ersten Weltkrieg ging der CDI zusammen mit dem BdI im Reichsverband der Deutschen Industrie auf (1919).

## Weltmachtgedanke
Nach Hartmut Kaelble entwickelte der CVDI mit dem Beginn der wirtschaftlichen Konjunktur ab 1896 einen spezifischen Weltmachtgedanken. Dieser war nicht rassistisch und im Unterschied zu anderen imperialistischen Verbänden und Politikern nicht gegen England oder Russland gerichtet, sondern gegen die USA. 1910 stellte der Geschäftsführer Henry Axel Bueck fest, die Vereinigten Staaten hätten „soviel Terrain, vor allem im überseeischen Ausland abgegraben [...] daß wir uns an vielen Stellen mit einer nothdürftigen Nachlese begnügen müssen“. Die CVDI-Leitung vertrat die Auffassung die an sich friedliche wirtschaftliche Expansion führe notwendigerweise zur internationalen Krise und zum Krieg. Hierin ähnelte sie sich in ihren Ansichten laut Kaelble „ausgerechnet“ den marxistischen Imperialismustheoretikern. Im Januar 1906 hieß es in einem Bericht:

„So werden künftige Kriege nur noch um wirtschaftliche Interessen geführt werden. Je mehr sich der Wettbewerb auf den doch immerhin räumlich begrenzten Gebieten unseres Erdballs zuspitzt, je mehr der einzelne sich durch diesen Wettbewerb in seinen vitalen Interessen benachteiligt fühlt, um so mehr ist zu befürchten, daß das Recht wieder der Gewalt wird weichen müssen, daß der Mächtigere den Schwächeren mit Gewalt aus seiner wirtschaftlichen Stellung zu werfen, ihn wirtschaftlich zu vernichten suchen wird“

Von den imperialistischen Agitationsverbänden unterstützte er am stärksten den Flottenverein, bei dem der Vorsitzende Haßler die Gründungsversammlung einberief. Als jedoch für den CVDI ab 1910 die Sicherung der deutschen Rohstoffversorgung in den Mittelpunkt rückte und nicht mehr die wirtschaftliche Eroberung neuer Exportmärkte, wurde die Bevorzugung der Marine aufgegeben und Heer und Marine gleichwertig betrachtet.

## Vorsitzende
- 1881–1885: Karl Richter, Generaldirektor der Vereinigten Königs- und Laurahütte
- 1893–1901: Theodor von Haßler, Baumwollspinnereibesitzer
- 1901–1904: Hanns Jencke, Direktoriumsmitglied Krupp AG
- 1904–1909: Richard Vopelius, Glashüttenbesitzer
- seit 1909: Max Roetger, Direktoriumsvorsitzender Krupp AG